# Айта-Медіє
Айта-Медіє (рум. Aita Medie) — село у повіті Ковасна в Румунії. Входить до складу комуни Айта-Маре.
Село розташоване на відстані 175 км на північ від Бухареста, 18 км на північний захід від Сфинту-Георге, 35 км на північ від Брашова.

## Населення
За даними перепису населення 2002 року у селі проживали 832 особи.
Національний склад населення села:
| Національність | Кількість осіб | Відсоток |
| -------------- | -------------- | -------- |
| угорці         | 741            | 89,1%    |
| румуни         | 91             | 10,9%    |

Рідною мовою назвали:
| Мова      | Кількість осіб | Відсоток |
| --------- | -------------- | -------- |
| угорська  | 754            | 90,6%    |
| румунська | 77             | 9,3%     |